# Chris Brown
Chris Maurice Brown (n. 5 mai 1989, Tappahannock⁠(d), Virginia, SUA) este un cântăreț, rapper, compozitor, dansator și actor american. A devenit cunoscut în 2005, datorită discului single „Run It!”, care i-a adus un succes instantaneu, ajungând pe locul 1 în clasamentele muzicale din SUA, Noua Zeelandă și Australia. Și-a lansat și primul album de studio, de pe acesta făcând parte alte trei cântece de top 20, în SUA, „Yo (Excuse Me Miss)” (locul 7), „Gimme That” (locul 15) și „Say Goodbye” (locul 10). Albumul a primit dublu disc de platină în Statele Unite, pentru vânzări de peste două milioane de exemplare.
Cel de-al doilea album de studio a fost lansat în noiembrie 2007, fiind intitulat Exclusive. Cântecul „Kiss Kiss” a atins poziția cu numărul 1 în Billboard Hot 100 și în Noua Zeelandă. Al treilea single, „With You” a ocupat locul 2 în SUA timp de șase săptămâni și a devenit unul dintre cele mai de succes discuri single ale muzicianului pe plan internațional, ocupând printre primele 10 poziții în majoritatea clasamentelor unde a activat. Albumul a fost relansat într-o ediție specială în iunie 2008, de pe această revizuire făcând parte și cântecul „Forever”, care a debutat pe poziția cu numărul 9 în SUA. „Forever” a urcat ulterior până pe locul secund, a devenit al cincilea single clasat pe locul 1 al artistului în Noua Zeelandă și un succes la nivel mondial.
Pe lângă succesul obținut cu discurile single lansate pe cont propriu, Brown a colaborat cu artiști ca Jordin Sparks, Bow Wow sau Lil Mama. Cântecele rezultate au atins și ele poziții de vârf în SUA și Noua Zeelandă. Datorită abilităților vocale și a dansurilor este deseori comparat cu artiști ca Michael Jackson sau Usher, citându-i pe cei doi ca fiind cei ce i-au influențat cel mai mult muzica.
În 2009, Brown a atras atenția presei după ce a pledat vinovat în dosarul privind hărțuirea cântăreței și pe atunci amantei sale Rihanna; a fost condamnat la cinci ani cu suspendare și șase luni de serviciu în folosul comunității. Al treilea album de studio al său, intitulat Graffiti a fost lansat în ultimul trimestru al aceluiași an. Cel de-al patrulea album, F.A.M.E. (2011), a devenit primul album al artistului care a atins prima poziție a clasamentului Billboard 200, datorită unor single-uri precum „Yeah 3x”, „Look at Me Now”, și „Beautiful People”. F.A.M.E. i-a adus artistului primul Premiul Grammy pentru cel mai bun Album R&B la cea de-a 54-a ediție a Premiilor Grammy din 2012. Al cincilea său album, Fortune, a fost lansat în 2012, primind recenzii negative din partea criticilor.
În afara carierei în muzică, Brown a urmat și calea actoriei. În 2007 și-a făcut debutul în primul film de lung metraj, Stomp the Yard, și a fost invitatul special al serialului The O.C. Chris Brown a mai jucat în filmele This Christmas (2007), Takers (2010), Think Like a Man (2012), și Battle of the Year (2013). Pe lângă premiul Grammy, de-a lungul carierei sale, Chris Brown a câștigat numeroase premii, printre care patru premii MTV, două premii NAACP Image, patru premii American Music și 15 Premii BET.

## Copilăria și primele activități artistice
Brown s-a născut în Tappahannock, Virginia, părinții lui fiind Joyce Hawkins și Clinton Brown. Acesta a fost influențat de muzica unor artiști ca Michael Jackson, Donny Hathaway, Otis Redding sau Sam Cooke. La vârsta de 11 ani își descoperă talentul vocal și își dorește să devină interpret.
La vârsta de treisprezece ani, talentul lui Brown a fost descoperit de o echipă de producători locali, care au vizitat benzinăria tatălui său în căutare de noi talente. De atunci el și-a început cariera, înregistrând timp de doi ani și mutându-se la New York. Echipa de producție ce l-a descoperit pe artist i-a organizat o audiție cu vicepreședintele casei de discuri Def Jam, Tina Davis, care este în momentul de față managerul său.
La începutul anului 2005 a început să lucreze la primul său album de studio, cu producătorii Scott Storch, The Underdogs, Dre & Vidal, Bryan Michael Cox, Bow Wow și Jermaine Dupri.

## Carieră muzicală

### 2005 — 2006: Debutul discografic și cunoașterea notorietății

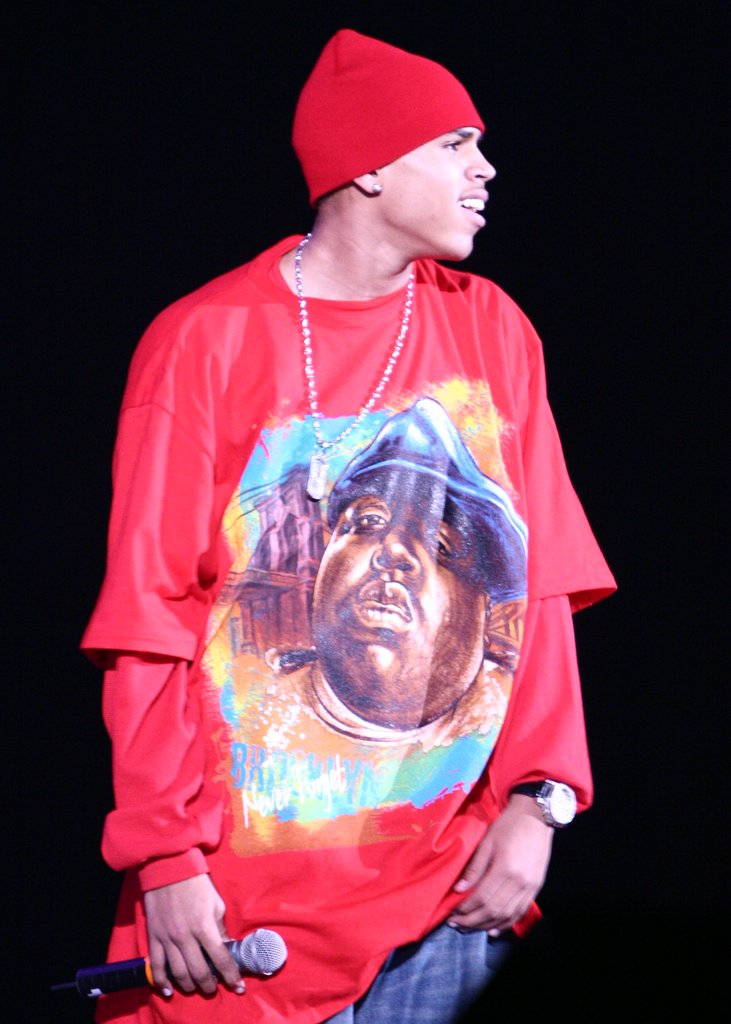
Chris Brown în timpul unui concert susținut în decembrie 2005.

În 2004, Chris a abandonat școala și a început lucrul la primul album de studio al său. Albumul a debutat direct pe locul 2 în clasamentul Billboard 200 din SUA, cu vânzări de peste 155.000 de exemplare în prima săptămână.
Materialul discografic a primit recenzii mixte. „allmusic” oferă albumului 3 puncte din 5. Aceștia compară melodia „Run It” cu „Yeah!” a cântărețului american Usher. Aceeași publicație consideră că cele mai reușite melodii ale albumului sunt „Run It”, „Is This Love?”, „Young Love” și „Yo (Excuse Me Miss)”.
Primul single, „Run It!” a debutat pe locul 92 în Billboard Hot 100, opt săptămâni mai târziu atingând poziția cu numărul 8. În a paisprezecea săptămână, „Run It!” a atins poziția maximă, unde a staționat timp de cinci săptămâni, devenind primul single ce se clasează pe locul 1 al artistului în acest clasament. Cântecul s-a clasat pe locul 1 și în Australia și Noua Zeelandă și a obținut poziții de top 10 în Europa. În clasamentul mondial United World Chart, „Run It!” a atins treapta cu numărul 4, acumulând un total de 3.900.000 puncte, primind disc de platină la nivel mondial.
Al doilea single al albumului, „Yo (Excuse Me Miss)”, a fost lansat pe data de 29 noiembrie 2005. Cântecul a debutat pe locul 89 în clasamentul din SUA, Billboard Hot 100, urcând în a opta săptămână în top 10 și atingând poziția cu numărul 7. Pe plan internațional, cântecul s-a bucurat de un succes mediocru, reușind să intre în top 10 doar în Noua Zeelandă (locul 9) și în Australia (locul 10). În clasamentul mondial, a atins poziția cu numărul 30, acumulând un total de 664.000 puncte.
Alte două cântece lansate pe material, „Gimme That” și „Say Goodbye”, au atins poziții de top 20 în Billboard Hot 100. De asemenea, ambele cântece au obținut clasări de top 5 în Billboard Hot R&B/Hip-Hop Songs, cel din urmă ocupând chiar locul 1. Ultimul single, „Poppin'”, a atins poziția cu numărul 42 în Billboard Hot 100. Pe data de 13 iunie 2006, acesta a lansat un DVD, care include o călătorie a artistului în Anglia și Japonia și scene de la filmările videoclipurilor.
Pe data de 17 august 2006, a luat parte la turneul The Up Close and Personal Tour, pentru a promova albumul Chris Brown. Din cauza turneului, conceperea celui de-al doilea material discografic de studio a fost amânată. Interpretul a luat parte și la turneul cântăreței americane, Beyoncé Knowles, pe partea ce cuprindea Australia, în turneul ei, The Beyonce Experience.

### 2007 — 2008: Afirmarea pe plan mondial și «Exclusive»

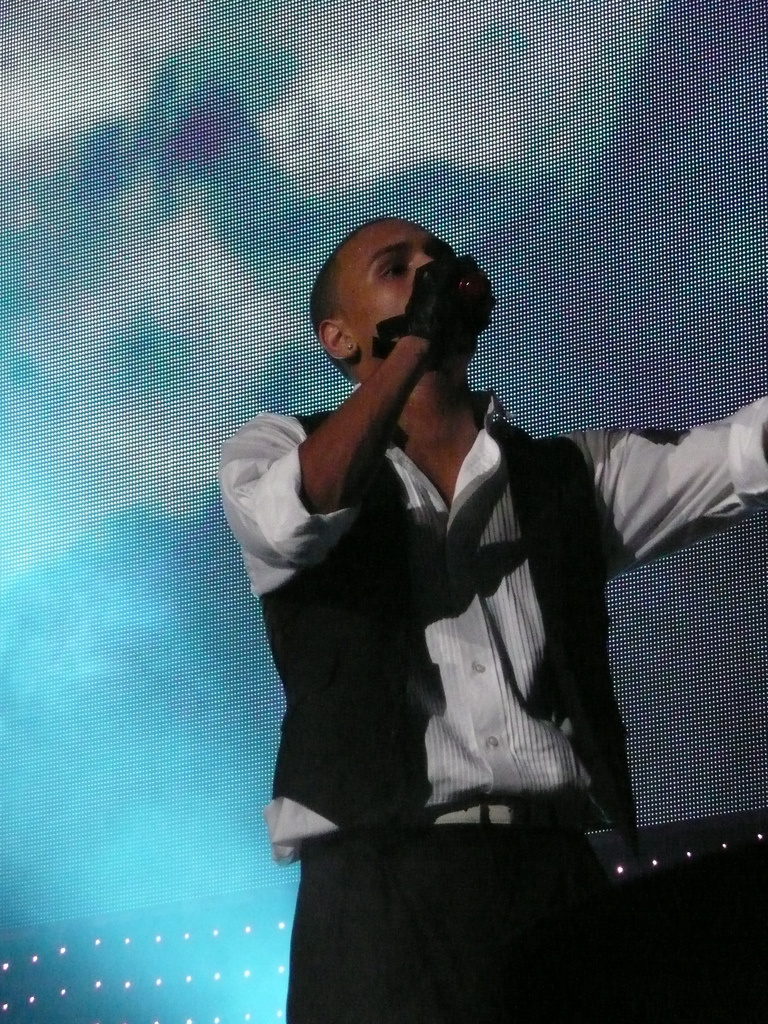
Chris Brown în cadrul unui concert susținut în noiembrie 2008, în Australia.

După încheierea turneului cu Ne-Yo, Brown a început lucrul la cel de-al doilea material discografic de studio, care trebuia lansat pe data de 28 august 2007, dar a fost amânat pentru data de 6 noiembrie 2007.
Albumul, intitulat Exclusive, a debutat pe locul 4 în clasamentul Billboard 200 din SUA, și pe locul 2 în clasamentul Billboard Top R&B/Hip-Hop Albums, cu vânzări de aproape 300.000 exemplare în prima săptămână. Vânzările din prima săptămână au fost aproape duble față de cele ale albumului de debut. La nivel mondial, albumul a debutat pe locul 4, cu vânzări de 328.000 bucăți.
Albumul a obținut numeroase recenzii, însă a fost primit mai bine decât precedentul. „allmusic” oferă albumului 3,5 puncte din 5. Aceștia compară melodia „Kiss Kiss” cu „Run It!” și o consideră una dintre cele mai reușite de pe album împreună cu „With You”, „Wall To Wall” și „Take You Down”. PopMatters oferă albumului 6 puncte din 10. Aceștia consideră melodia „With You” foarte asemănătoare cu „Irreplaceable”, interpretată de Beyoncé, lucru adevărat întrucât ambele cântece au același producător. De asemenea, aceștia clasifică melodia „Down” ca fiind iritantă. Din partea Rolling Stone, materialul primește 3,5 puncte din 5, în condițiile în care precedentul album nu a primit notă. Alte recenzii încurajatoare au venit din partea about.com, și DjBooth.
Primul single al albumului, „Wall to Wall” a debutat în Billboard Hot 100 pe locul 96 și a obținut poziția cu numărul 79, devenind unul dintre cele mai slab clasate cântece al artistului în SUA, alături de „Superhuman”. Cu toate acestea, „Wall To Wall” a atins prima poziție în clasamentul din Brazilia. „Kiss Kiss”, cel de-al doilea cântec al albumului, a atins prima poziție în clasamentul oficial din Statele Unite ale Americii, Billboard Hot 100, dar și în Brazilia și Noua Zeelandă. La nivel mondial, discul single a debutat pe locul 13 și a atins poziția cu numărul 6, acumulând un total de 2.876.000 puncte.
Al treilea single de pe album, „With You”, a avut și el un mare succes, fiind compus de StarGate, echipa de producători care a realizat unele dintre cele mai de succes piese ale unor artiști ca Beyonce („Irreplaceable” și „Beautiful Liar”), Rihanna („Unfaithfull”, „Hate That I Love You” și „Take a Bow”) sau Ne-Yo („So Sick,” „Closer” și „Sexy Love”). „With You” a atins poziția cu numărul 2 în SUA, unde a staționat timp de șase săptămâni. În Brazilia și Noua Zeelandă, „With You” și-a egalat predecesorul și a atins prima poziție. În Europa cântecul a atins poziții de top 10 în majoritatea clasamentelor unde a activat. În România, „With You” a atins poziția cu numărul 9, cea mai bună clasare a lui Chris Brown și singura piesă de top 10 în această țară.
De pe album a mai fost lansat și „Take You Down”, o piesă ce nu a beneficiat de un videoclip, fiind folosită spre promovare o interpretare live a acesteia. Discul single a atins poziția cu numărul 7 în Noua Zeelandă și 43 în Billboard Hot 100.
Pe data de 3 iunie 2007, albumul Exclusive a fost lansat într-o ediție specială, fiind redenumit Exclusive: The Forever Edition.
De pe acest album a fost lansat discul single „Forever”, care a devenit un bun predecesor pentru „With You”, atingând prima poziție în Noua Zeelandă, unde a staționat timp de opt săptămâni, devenind cântecul cu cea mai îndelungată prezență în fruntea clasamentului din 2008. „Forever” a ajuns pe locul 1 și în Irlanda, devenind primul cântec al interpretului clasat pe prima poziție aici. A ocupat locul 2 în SUA și locul 4 în Regatul Unit. Cea de-a șasea și ultima piesă lansată de pe material, „Superhuman” reprezintă o colaborare cu interpreta Keri Hilson. A obținut poziții de top 40 atât în Europa, cât și în Oceania.
Pe lângă cântecele lansate independent, Brown a mai colaborat și cu artiști ca Jordin Sparks, Lil' Mama sau David Banner. Dintre toate acestea, cea mai de succes s-a dovedit a fi duetul cu câștigătoarea American Idol, Jordin Sparks, cântecul numindu-se „No Air”. Discul single a atins prima poziție în clasamentele din Australia și Noua Zeelandă, intrând în top 10 în majoritatea clasametelor unde a activat, inclusiv Regatul Unit și SUA.
Videoclipul cântecului „Forever” a fost nominalizat de două ori la premiile MTV Video Music Awards, la categoriile „Videoclipul anului” și „Cel mai bun dans într-un videoclip”. Artistul a mai fost nominalizat la categoria „Cel mai bun videoclip al unui artist” pentru „With You”. Dintre toate cele trei premii, Chris a ieșit învingător doar la categoria „Cel mai bun videoclip al unui artist”, celelalte distincții intrând în posesia lui Britney Spears („Videoclipul anului”) și Pussycat Dolls („Cel mai bun dans într-un videoclip”).

### 2008 — 2010: Materialul «Graffiti»

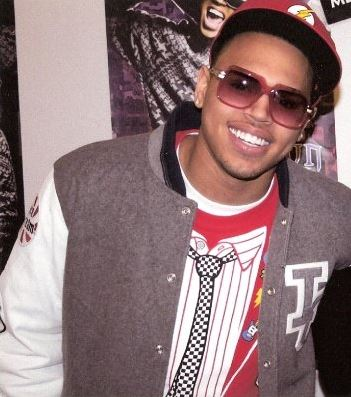
Chris Brown în 2008

Inițial, au apărut informații conform cărora Brown își va lansa cel de-al treilea album de studio la începutul anului 2009, el fiind intitulat Graffiti. La scurt timp au fost postate pe internet o serie de înregistrări demonstrative, printre care și „Electric Guitar”, o melodie ce se dorea a fi un duet cu interpreta de muzică pop Rihanna. Artistul și-a exprimat deschis nemulțumirea pentru aceste aspecte, invocând faptul că materialele nu erau destinate difuzării în faza în care se aflau. În aceeași perioadă, solistul a produs două cântece pentru cel de-al doilea disc al formației americane Pussycat Dolls, Doll Domination. Înregistrările „Captive” și „Nasty Girl” au apărut în scurt timp pe diverse website-uri, însă ele nu au fost incluse pe materialul cântărețelor.
Primul single oficial de pe albumul Graffiti a fost transmis posturilor de radio din SUA în septembrie 2009, purtând titulatura de „I Can Transform Ya”. Înregistrarea constituie o colaborare cu interpretul de muzică rap Lil Wayne și compozitorul Swizz Beatz. Piesa a ocupat locul 20 în ierarhia Billboard Hot 100 și s-a bucurat de succes în Noua Zeelandă, loc unde a câștigat treapta cu numărul 7. La scurt timp a început promovarea celui de-al doilea single al materialului, balada „Crawl”, acesta obținând poziționări mediocre în clasamentele de specialitate.
Lansat în decembrie 2009, Graffiti a debutat pe treapta cu numărul 7 în clasamentul american Billboard 200, lucru datorat celor aproximativ 102.000 de unități comercializate în primele șapte zile de disponibilitate. Critica de specialitate a blamat discul, majoritatea recenzorilor oferindu-i materialului calificative nesatisfăcătoare. Website-ul Metacritic afișează o medie a aprecierilor pozitive de 39%, acest scor reprezentând cel de-al treisprezecelea cel mai slab punctaj obținut de un album abordat de editori. Cel de-al treilea single al discului este înregistrarea „Pass Out”, o colaborare cu interpreta de origine olandeză Eva Simons. Conform datelor din 23 martie 2011, albumul s-a vândut în Statele Unite în peste 341.000 de exemplare.
În timp concertului tribut dedicat lui Michael Jackson la Premiile BET 2010, Brown a căzut în genunchi și a plâns în timpul interpretării piesei „Man in the Mirror”, încărcătura emoțională a momentului artistic impresionând mai multe celebrități prezente la ceremonie, printre care Trey Songz, Diddy și  Taraji P. Henson. Songz said, „El a cântat din inimă pe scenă. A afișat emoții autentice. Am fost mândru de el și foarte bucuros că a susținut acel moment”. Fratele lui Michael, Jermaine Jackson, a considerat acest moment ca fiind „foarte emoționant pentru mine, deoarece a venit ca  un omagiu și ca iertare din partea fanilor pentru tot ceea ce i s-a întâmplat”. În timpul ceremoniei de acordare a premiilor, acceptând premium AOL Fandemonium, Brown a declarat că, „V-am lăsat pe toți baltă în trecut, dar nu o voi mai face...Promit”.
În mai 2010, Brown a lansat o compilație în colaborare cu Tyga, cu titlul Fan of a Fan. „Deuces”, înregistrat alături de Tyga și Kevin McCall, a fost lansat în cadrul compilației în Statele Unite pe 29 iunie 2010. Cântecul a rămas pe locul întâi în clasamentul Hot R&B/Hip-Hop Songs pentru șapte săptămâni, fiind primul cântec al lui Chris Brown în acest clasament de la single-ul „Say Goodbye” din 2006. A fost și pe locul al paisprezecelea în clasamentul Billboard Hot 100. În august 2010, Brown a jucat alături de Matt Dillon, Paul Walker, Idris Elba, Hayden Christensen și T.I. în thriller-ul Takers, fiind totodată și producătorul executiv al filmului.

### 2011–12:F.A.M.E.șiFortune

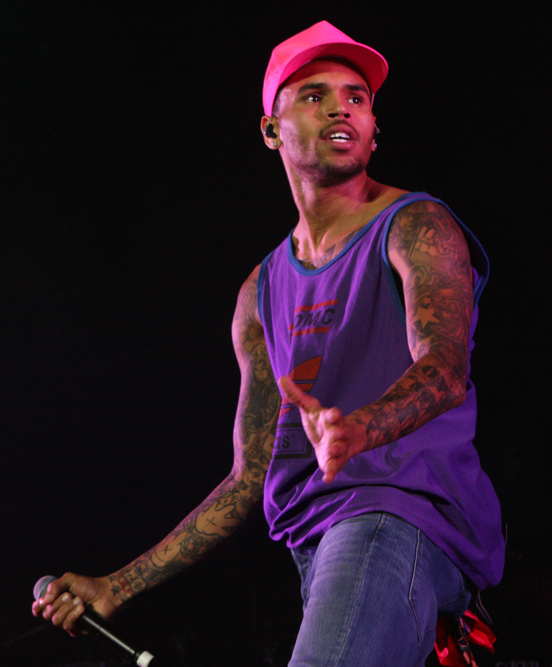
Chris Brown la Supafest în Sydney, 2012

Al patrulea album de studio al lui Chris Brown, F.A.M.E., a fost lansat pe 18 martie 2011. Deși a primit recenzii mixte, albumul a debutat pe primul loc în clasamentul Billboard 200, fiind vândute 270.000 de copii în prima săptămână. Este primul album al artistului care atinge această poziție în Statele Unite. Piesa „Yeah 3x” s-a clasat în top 10 melodii în unsprezece țări, printre care se numără Australia, Austria, Danemarca, Irlanda, Olanda, Noua Zeelandă, Elveția și Regatul Unit. Pentru al doilea single al albumului, „Look at Me Now”, Chris Brown a colaborat cu rapperii Lil Wayne și Busta Rhymes, ajungând pe prima poziție a clasamentelor Hot Rap Songs și US Hot R&B/Hip-Hop Songs, unde a rămas timp de opt săptămâni. A treia piesă a albumului, „Beautiful People”, în colaborare cu Benny Benassi, a ajuns pe primul loc în clasamentul Hot Dance Club Songs, fiind prima piesă care atinge această poziție a clasamentului pentru Brown și Benassi. „She Ain't You” a fost cel de-al patrulea single lansat în SUA, în timp ce „Next 2 You”, înregistrat alături de Justin Bieber, a fost al patrulea single a variantei internaționale a albumului. În vederea promovării acestuia, artistul a susținut mai multe concerte în Australia și America de Nord în cadrul Turneului F.A.M.E.
Brown a primit șase nominalizări la Premiile BET 2011, câștigând cinci dintre ele: „Cel mai bun cântăreț de R&B”, „Premiul publicului”, „Premiul Fandemonium”, „Cea mai bună colaborare” și „Videoclipul Anului” pentru „Look at Me Now”.. A mai fost câștigătorul a trei categorii la Premiile BET Hip Hop 2011: „People's Champ Award”, „Reese's Perfect Combo Award” și „Cel mai bun videoclip Hip Hop” pentru „Look at Me Now”. At the 2011 Soul Train Music Awards, F.A.M.E. won Album of the Year. Albumul i-a mai adus lui Chris Brown trei nominalizări la cea de-a 54-a ediție a Premiilor Grammy la categoriile „Cel mai bun album R&B”, „Cea mai bună interpretare rap” și „Cel mai bun cântec de Rap”  pentru „Look at Me Now”. La 12 februarie 2012, Brown a câștigat Premiul Grammy pentru „Cel mai bun album R&B”. În timpul ceremoniei, Brown a interpretat mai multe cântece, fiind prima apariție la aceste premii după ce a fost condamnat pentru hărțuire.
Pe 7 octombrie 2011, RCA Music Group a anunțat că va desființa casele de discuri Jive Records, Arista Records și J Records, viitoarele materiale ale lui Brown fiind lansate de casa de discuri RCA Records. Al cincilea album de studio, Fortune, a fost lansat pe 3 iulie 2012. A debutat în vârful clasamentului Billboard 200, dar a primit recenzii negative din partea criticilor. „Strip”, în colaborare cu Kevin McCall, a fost lansat ca buzz single, „Turn Up the Music” este recunoscută drept piesa principală a albumului, iar „Sweet Love”, „Till I Die”, „Don't Wake Me Up” și „Don't Judge Me” sunt celelalte single-uri ale albumului. Pentru a-și promova albumul, Chris Brown a susținut mai multe concerte în Europa, Africa, Asia, și Trinidad, toate în cadrul turneului Carpe Diem.

### 2013–prezent:XșiIndigo
Cel de-al șaselea album de studio, X, inițial intitulat Carpe Diem, este programat pentru a fi lansat în anul 2014. Piesa principală a albumului, „Fine China”, a fost lansată pe 1 aprilie 2013, și a fost trimisă la US Top 40 radio pe 9 aprilie. La înregistrarea acestui album Brown a colaborat cu muzicianul Kendrick Lamar și producătorii Diplo și Danja. Pe 9 august 2013 la ora 1:09 AM PDT, în timpul înregistrărilor susținute la Studiourile Record Plants, Brown a suferit o criză de epilepsie, refuzând tratamentul medicilor și internarea sa la spitalul local. Brown suferă de epilepsie încă din copilărie. În următoarea zi, reprezentanții lui Brown au susținut că acea criză de epilepsie a fost cauzată de „oboseală cronică și stres emoțional intens, cauzate de problemele juridice nefondate și de pesimism.”
La 24 februarie 2015, Chris Brown a lansat albumul Fan of a Fan: The Album, în colaborare cu Tyga. Este a doua colaborare a acestora după mixtape-ul Fan of a Fan. În prima parte a anului 2015, Chris susține concerte în cadrul turneului Between The Sheets alături de Trey Songz.
La 1 mai 2016, Brown a anunțat titlul următorului său album, Heartbreak on a Full Moon. Primul single extras de pe acesta, „Grass Ain't Greener”, a fost lansat la 5 mai 2016. Tot în mai, Brown a devenit imaginea campaniei de vară inițiate de retailerul de încălțăminte sportivă Snipes. Pe 16 decembrie 2016, Brown a lansat cel de-al doilea single de pe album, „Party”, în colaborare cu Gucci Mane și Usher. Heartbreak on a Full Moon a fost lansat pe 31 octombrie 2017 pe magazinele digitale și ca album pe două discuri trei zile mai târziu, de către RCA Records. Albumul a primit recenzii pozitive din partea criticilor, care au apreciat varietatea pieselor, lungimea acestuia, precum și conținutul liric introspectiv. Heartbreak on a Full Moon a debutat pe locul al treilea în clasamentul american Billboard 200, devenind al nouălea album consecutiv al lui Brown care ajunge printre primele zece albume din acest clasament.
Pe 20 iulie 2018, în timpul unui turneu cu Rich The Kid, acesta a anunțat prin intermediul Instagramului că el și Chris Brown colaborează la înregistrarea unui album comun. Brown și rapperul Joyner Lucas au anunțat și ei pe 25 februarie 2018 un proiect colaborativ, intitulat Angels & Demons.
În 2019, Brown a semnat extinderea și o nouă înțelegere de licențiere cu casa sa de discuri RCA Records. Odată cu intrarea în vigoare a noului acord, Brown deține înregistrările originale, fiind unul din cei mai tineri artiști care reușește acest lucru, la vârsta de 29 de ani.
Pe 4 ianuarie 2019, Chris Brown a lansat „Undecided”, primul single de pe cel de-al nouălea album al său, Indigo, precum șl videoclipul acestei piese. Pentru piesa „Undecided” Brown a colaborat din nou cu producătorul Scott Storch, care a lucrat cu Brown în 2005 la piesa care l-a făcut cunoscut, „Run It!”. Pe 4 februarie a fost lansat cântecul „Chi Chi”, în colaborare cu Trey Songz. Pe 11 aprilie, a lansat al doilea single de pe album, intitulat „Back to Love”. Al treiela single, „Wobble Up”, a fost lansat o săptămână mai târziu și reprezintă o colaborare cu Nicki Minaj și G-Eazy, făcând totodată anunțul că albumul va fi lansat în iunie și confirmând faptul că va susține un turneu în timpul verii cu Nicki Minaj. Pe 25 aprilie a fost lansată piesa „Light It Up”, în colaborare cu Marshmello și Tyga. Într-un anunț făcut pe 2 mai Brown, a anunțat lista artiștilor cu care a lucrat pe album, printre care se numără Nicki Minaj, Tory Lanez, Tyga, Justin Bieber, Juicy J, Juvenile, H.E.R, Tank, Sage the Gemini, Lil Jon, Lil Wayne, Joyner Lucas, Gunna și Drake.

## Actorie
Brown a apărut la început în două seriale ca invitat, acestea fiind One on One și The Brandon T. Jackson Show. De asemenea, artistul, a avut un rol de minor în serialul de televiziune The O.C., al canalului FOX. Primul rol proeminent într-o producție l-a obținut în ianuarie 2007, în filmul Stomp The Yard, unde au mai fost distribuiți și Ne-Yo, Megan Fox și Columbus Short. Următoarea sa apariție în lumea cinematografiei a fost în filmul This Christmas, pentru care a realizat și un videoclip. Brown a mai apărut și în The Suite Life of Zack & Cody ca invitat special.

### Filmografie
| An   | Titlu                             | Rolul                    | Notă          | Referință |
| ---- | --------------------------------- | ------------------------ | ------------- | --------- |
| 2007 | Stomp the Yard                    | Duron                    | Rol episodic  | [ 30 ]    |
| 2007 | The O.C.                          | Will Tutt                | 3 episoade    | [ 137 ]   |
| 2007 | Acasă de Crăciun (This Christmas) | Michael 'Baby' Whitfield | Rol principal | [ 30 ]    |
| 2009 | Blood Rogues                      | Christopher              | Rol principal | [ 140 ]   |
| 2010 | Takers                            | Bank Robber              | Rol principal | [ 141 ]   |
| 2012 | Think like a Man                  | Alex                     | Rol secundar  | [ 142 ]   |
| 2013 | Battle of the Year                | Rooster                  | Rol secundar  | [ 143 ]   |
| 2014 | Phenom                            | Dre Lakes                | Rol principal | [ 144 ]   |

- Notă: Filmul Takers a fost cunoscut inițial sub titulatura de Bone Deep.

## Filantropie
Spitalul de cercetări pentru copii St. Jude a primit din partea cântărețului ca donație suma de 50.000 dolari. Acești bani vin din încasările primite de artist pentru turneul „Up Close & Personal”. De asemenea, Brown va interpreta un rol în filmul Math-A-Thon, pentru a promova spitalul.
Chris Brown a înființat o fundație pentru copiii neajutorați. Fundația se numește Symphonic Love și îi ajută pe copii să cunoască arta, de la meșteguri și gătit, până la grafitti.

## Viață personală

### Viața de cuplu
După numeroase negări din partea ambelor părți, Rihanna și Chris Brown au recunoscut faptul că formează un cuplu. De asemenea, artistul a luat parte la crearea melodiei „Disturbia” a interpretei.
În luna decembrie a anului 2008, a fost făcut public faptul că cântărețul și interpreta Rihanna sunt chemați în judecată de către un fotograf. Luis Santana i-a acționat în justiție pe cei doi susținând faptul că agenții de pază ai artiștilor l-au agresat fizic și l-au deposedat de aparatul de fotografiat pe care îl deținea. Întâmplările s-au petrecut la o petrecere în cinstea zilei de naștere a lui Brown. Camera foto aflată în posesia fotografului conținea instantanee ce dovedeau faptul că cei doi ar avea o relație, fapt incert la vremea respectivă. Santana cere plata daunelor de 1 milion de dolari americani.
În anul 2008, în luna februarie, acesta a agresat-o fizic pe cântăreață și a fost arestat. Rihanna a avut mai multe contuzii în zona feței și a fost spitalizată. Chris Brown și-a cerut scuze public, iar în urma procesului a fost nevoit să facă muncă în folosul comunității și vreme de cinci ani s-a aflat sub incidența unui regim de libertate condiționată.
După o relație de un an cu fotomodelul Karrueche Tran, în anul 2012, Rihanna și Chris Brown s-au împăcat. În anul 2013, aceștia s-au despărțit din nou, iar Chris Brown și-a reluat relația cu Karrueche Tran. Cuplul Chris și Karrueche au avut parte de momente tensionate, despărțiri și împăcări. Aceștia au fost văzuți ultima dată împreună în luna februarie a anului 2015.
Cântărețul și prietena sa Nia Amey, au împreună o fetiță. Cei doi nu sunt împreună, însă sunt în relații foarte bune.

### Controverse
La data de 8 februarie 2009, Brown a fost condus la Departamentul de poliție din Los Angeles, fiind investigat pentru acte de violență domestică asupra unei persoane de sex feminin neidentificate. În relatarea instituției nu se oferea numele persoanei însă se specifica faptul că „erau prezente răni vizibile”. În ciuda acestor lucruri, numeroase publicații, precum Los Angeles Times, CNN sau MSNBC, au susținut faptul că victima era interpreta de muzică pop Rihanna, Brown fiind atunci implicat într-o relație amoroasă cu ea. La scurt timp de la declanșarea scandalului mediatic, numeroase posturi de radio și companii și-au reziliat contractele de publicitate încheiate cu artistul. De asemenea, cântărețul nu s-a mai afișat în public și a renunțat la interpretarea ce ar fi trebuit să o susțină pe scena premiilor Grammy 2009, unde a fost înlocuit de un duet realizat de Justin Timberlake și Al Green. Ulterior, Brown a oferit o declarație oficială cerându-și iertare pentru cele întâmplate. Pe data de 5 martie 2009, Brown a fost pus sub acuzare pentru cele întâmplate, următorul termen al procesului fiind stabilit pentru 6 aprilie 2009. La scurt timp el s-a declarat vinovat, fiind condamnat de către un tribunal din Los Angeles la șase luni de serviciu în folosul comunității (la o herghelie din Richmond, Virginia, unde a curățat grajdurile, a șters zidurile de graffiti, a spălat mașinile si a transportat gunoiul menajer) și 5 ani cu suspendare. Un alt aspect important al verdictului a fost acela ce stipula faptul că lui Brown îi este interzis să se mai apropie de Rihanna. Pe data de 2 septembrie 2009 artistul a dat participat la un interviu cu realizatorul Larry King. El și-a exprimat regretul față de cele întâmplate și declară faptul că speră să rămână în relații de prietenie cu fosta sa parteneră de viață. De asemenea, el a ținut să precizeze că el nu își consideră activitatea artistică încheiată.
La 27 octombrie 2013 Chris Brown a fost arestat după ce a hărțuit două susținătoare care doreau să facă o poză cu el în fața ”W Hotels”, petrecând 36 de ore într-o închisoare din Washington.

## Discografie

### Albume de studio
- 2005: Chris Brown
- 2007: Exclusive
- 2009: Graffiti
- 2011: F.A.M.E.
- 2012: Fortune
- 2014: X
- 2015: Fan of a Fan the Album
- 2015: Royalty
- 2017: Heartbreak on a Full Moon
- 2019: Indigo
- 2022: Breezy
- 2023: 11:11

### Cântece clasate pe loculI
| An    | Single                             | Poziția maximă | Poziția maximă | Poziția maximă | Poziția maximă | Poziția maximă | Poziția maximă | Poziția maximă | Poziția maximă | Poziția maximă | Poziția maximă | Poziția maximă | Album         |
| An    | Single                             | SUA            | SUA R&B        | SUA Pop        | CAN            | UK             | IRL            | AUS            | NZL            | BRA            | EU             | UWC            | Album         |
| ----- | ---------------------------------- | -------------- | -------------- | -------------- | -------------- | -------------- | -------------- | -------------- | -------------- | -------------- | -------------- | -------------- | ------------- |
| 2005  | „Run It!”                          | 1              | 1              | 1              | 1              | 2              | 4              | 1              | 1              | 35             | 2              | 4              | Chris Brown   |
| 2006  | „Say Goodbye”                      | 10             | 1              | 17             | —              | —              | —              | —              | —              | 7              | —              | 33             | Chris Brown   |
| 2007  | „Wall to Wall”                     | 79             | 22             | 32             | —              | 75             | —              | 21             | 15             | 1              | —              | —              | Exclusive     |
| 2007  | „Kiss Kiss”                        | 1              | 2              | 3              | 6              | 38             | 26             | 8              | 1              | 1              | 185            | 6              | Exclusive     |
| 2008  | „With You”                         | 2              | 5              | 2              | 2              | 8              | 3              | 5              | 1              | 1              | 11             | 6              | Exclusive     |
| 2008  | „No Air”                           | 3              | 4              | 2              | 3              | 3              | 2              | 1              | 1              | 26             | 7              | 7              | Jordin Sparks |
| 2008  | „Forever”                          | 2              | 66             | 1              | 2              | 4              | 1              | 7              | 1              | 1              | 17             | 4              | Exclusive     |
| 2010  | „Deuces” (cu Tyga și Kevin McCall) | 14             | 1              | —              | —              | 68             | —              | —              | 23             | —              | —              | —              | Fan of a Fan  |
| 2010  | „Yeah 3x”                          | 15             | —              | —              | 12             | 6              | 8              | 4              | 1              | —              | 26             | 7              | F.A.M.E.      |
| 2011  | „Look at Me Now”                   | 6              | 1              | —              | 51             | 44             | —              | 46             | 37             | —              | —              | —              | F.A.M.E.      |
| 2012  | „Turn Up the Music”                | 10             | 81             | —              | 19             | 1              | 12             | 6              | 9              | —              | —              | —              | Fortune       |
| Total | Total                              | 2              | 4              | 2              | 1              | 1              | 1              | 2              | 6              | 4              | 0              | 0              |               |